# Enemy (film)
Enemy è un film del 2013 diretto da Denis Villeneuve e con protagonista Jake Gyllenhaal. La pellicola è liberamente tratta dal romanzo L'uomo duplicato (2002) di José Saramago.

## Trama
Un uomo assiste a uno spettacolo erotico in un club sotterraneo, che culmina con una donna nuda in procinto di schiacciare una tarantola.
Adam Bell, un impacciato professore universitario di storia, vive una vita tranquilla e monotona in una città dominata da un cielo costantemente grigio. Su consiglio di un collega, noleggia un film di produzione locale, Volere è potere, notandovi con grande sorpresa una comparsa che sembra essere il suo sosia perfetto. Cercando online, identifica l'attore come Daniel St. Claire, nome d'arte di Anthony Claire. Adam affitta gli altri due film in cui ha recitato Anthony e ne diventa ossessionato, trascurando il lavoro e la sua ragazza, Mary. In casa sua ritrova anche una foto di qualcuno che gli assomiglia, con una mano femminile sulla sua spalla: tuttavia, parte della foto è strappata, rendendo impossibile identificare la donna. Adam ha anche dei frequenti sogni in cui compare una tarantola.
Recatosi all'agenzia di Anthony, viene scambiato per quest'ultimo e ritira una busta da cui ricava l'indirizzo. Lo chiama a casa, ma le sue farneticazioni finiscono solo per spaventare la moglie incinta di Anthony, Helen. Quest'ultima, convinta che si tratti dell'ennesima infedeltà del marito, pedina Adam, rimanendo profondamente turbata dalla loro somiglianza. Alla fine, Anthony accetta di incontrarsi con lui in una camera d'albergo, dove constatano la rispettiva identicità, fin nella medesima cicatrice sulla pancia. Quando Anthony lo incalza riguardo a una possibile parentela segreta, Adam è preso alla sprovvista dalla personalità opposta dell'altro e, messo a disagio, se ne va. Il giorno dopo, è Anthony che comincia a seguire Adam fino ad adocchiare Mary. Invaghitosi di lei, Anthony accusa Adam di aver avuto rapporti sessuali con Helen, sostenendo che lui in cambio dovrebbe permettergli di fare altrettanto con Mary.
Si fa consegnare quindi i suoi vestiti e le chiavi della sua macchina per poter trascorrere una serata con lei, promettendo poi di sparire per sempre dalla vita di Adam. Mentre Anthony porta Mary nella camera d'albergo dell'incontro, Adam si reca nell'appartamento dell'altro, dove viene scambiato per Anthony dal portiere, che gli chiede disperatamente di riportarlo nel club sotterraneo. Nell'appartamento, Adam trova una foto incorniciata su una mensola, simile a quella di casa sua, ma intatta e con Helen assieme a lui. Adam cerca di fingersi Anthony di fronte a Helen, ma, anche se non sembra notare le sottili differenze o il comportamento timido, questa gli chiede comunque come è andata la giornata a scuola. Più tardi quella notte, Helen consola Adam, che le chiede scusa in lacrime: lei gli chiede di rimanere e i due fanno l'amore. Nel frattempo, Mary e Anthony stanno avendo un rapporto sessuale, quando questa si accorge del segno lasciato sulla pelle dalla fede nuziale di Anthony e va nel panico, realizzando la verità. Costringe Anthony a riportarla a casa in macchina, ma durante il tragitto i due litigano furiosamente, finendo per fare un incidente, presumibilmente mortale.
Il giorno dopo, Adam si veste con gli abiti di Anthony e apre la busta ritirata in precedenza dall'agenzia, trovandovi la chiave del club sotterraneo. Rientrato in camera da letto da Helen, scopre al suo posto una tarantola grande come la stanza e rannicchiata contro il muro posteriore.

## Produzione

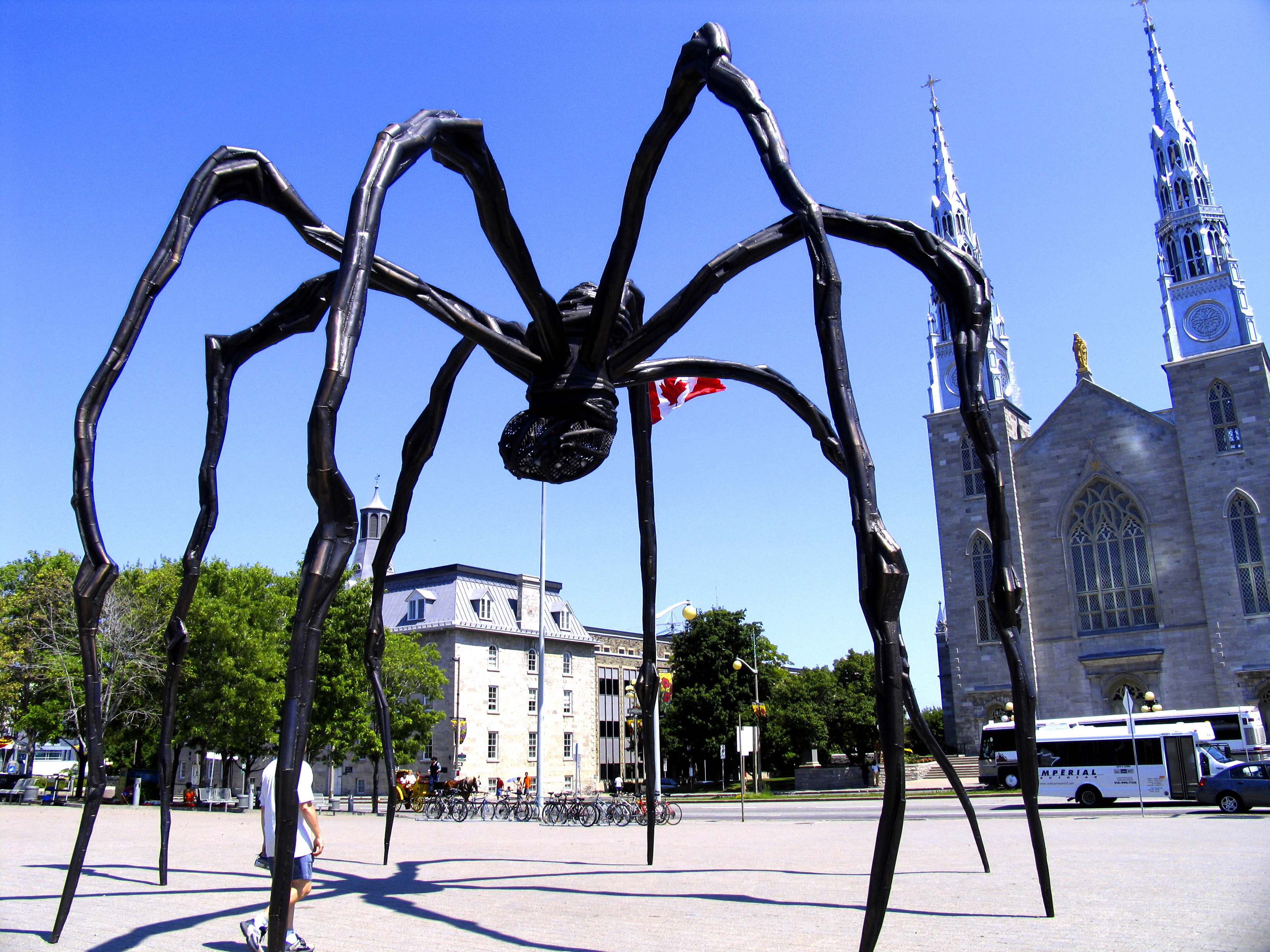
Maman (1999) di Louise Bourgeois, National Gallery of Canada. La scultura è citata da una scena del film.

Le riprese del film sono cominciate il 12 maggio 2012 a Toronto.

## Distribuzione
Il film è stato presentato in anteprima al Toronto International Film Festival l'8 settembre 2013. È stato distribuito nelle sale cinematografiche canadesi da Entertainment One a partire dal 14 marzo 2014 e in quelle spagnole da Alfa Pictures a partire dal 28 marzo dello stesso anno.
In Italia, il film è stato presentato al Noir in Festival il 13 dicembre 2013, dove ha vinto anche il Premio Nero come miglior film e distribuito direttamente in home video da Eagle Pictures il 24 ottobre 2017.

## Accoglienza

### Incassi
Il film ha incassato circa 3,4 milioni di dollari al botteghino.

### Critica
Secondo Rotten Tomatoes, il film ha ottenuto un indice di gradimento del 71% e un voto di 6,60 su 10 sulla base di 121 recensioni. Secondo Metacritic, il film ha ottenuto un voto di 61 su 100 sulla base di 30 recensioni.

## Riconoscimenti
- 2013 - Courmayeur Noir in festival[9]
  - Leone nero al miglior film
- 2014 - Canadian Screen Awards[10][11]
  - Miglior regista a Denis Villeneuve
  - Miglior attrice non protagonista a Sarah Gadon
  - Miglior fotografia a Nicolas Bolduc
  - Miglior montaggio a Matthew Hannam
  - Miglior colonna sonora a Danny Bensi e Saunder Jurriaans
  - Candidatura per il miglior film
  - Candidatura per il miglior attore a Jake Gyllenhaal
  - Candidatura per la miglior sceneggiatura non originale a Javier Gullón
  - Candidatura per la miglior scenografia a Patrice Vermette
  - Candidatura per i migliori effetti speciali
- 2014 - Toronto Film Critics Association Awards[12]
  - Miglior film canadese